# 必履修科目
必履修科目（ひつりしゅうかもく）とは、日本の後期中等教育の課程（高等学校の課程、中等教育学校の後期課程、特別支援学校の高等部の課程）において、卒業までに学校の定めた教育課程に従って履修しなければならない科目のことである。

## 原則
高等学校新学習指導要領などには、卒業までにすべての生徒が原則として次の科目を履修することと定められている。
※以下の規定は、2022年度からの高等学校入学者に適用されている。2021年度以前の必履修科目については、学習指導要領および各教科・科目のページも参照。
※各科目のあとのかっこ内数字は、標準単位。
- 国語：「現代の国語」(2) ,「言語文化」(2)
- 地理歴史：「地理総合」(2) ,「歴史総合」(2)
- 公民：「公共」(2)
- 数学：「数学I」(2 - 3)
- 理科：「科学と人間生活」,「物理基礎」,「化学基礎」,「生物基礎」,「地学基礎」のうち「科学と人間生活」を含む2科目または、「物理基礎」,「化学基礎」,「生物基礎」,「地学基礎」のうちから3科目
- 保健体育：「体育」(7 - 8)および「保健」(2)の2科目
- 芸術：「音楽I」(2)または「美術I」(2)または「工芸I」(2)または「書道I」(2)
- 外国語：「英語コミュニケーションI」(2 - 3)または英語以外の外国語科目(2)
- 家庭：「家庭基礎」(2)または「家庭総合」(4)
- 情報：「情報I」(2)
- 総合的な探究の時間(3 - 6)

これらの科目を必履修科目（ひつりしゅうかもく）と呼び、また、しばしば学校現場などにおいては、必修科目（ひっしゅうかもく）とも呼ばれる。
ただし専門教育に関する学科では、必履修教科・科目の履修と同様の成果が期待できる場合において、専門教科の履修をもって必履修教科の履修に代えることも可能。
- 理数に関する学科（理数科など）では、専門教科「理数」の履修で、普通教科の必履修教科「数学」および「理科」の履修に代えることも可能。
- 国際関係に関する学科（英語科・国際科など）では、専門教科「英語」の履修で、普通教科の必履修教科「外国語」に代えることも可能。
- 体育に関する学科（体育科・スポーツ科など）では、専門教科「体育」の履修で、普通教科の必履修教科「保健体育」に代えることも可能。
- 美術に関する学科（美術科など）では専門教科「美術」の履修で、普通教科の必履修教科「芸術」に代えることも可能。
- 家庭に関する学科（家政科など）では専門教科「家庭」の履修で、普通教科の必履修教科「家庭」に代えることも可能。
- 職業に関する専門学科では、専門教科の情報科目（e.g. 情報技術基礎、農業情報処理、生活産業情報、海洋情報技術、福祉情報）の履修で、普通教科の必履修教科「情報」に代えることも可能。

## 例外

### 特別支援学校の高等部における教育課程
特別支援学校の高等部においては、個別に「特別支援学校高等部学習指導要領」が定められているが、「高等学校学習指導要領」の多くの部分を準用している。
ただし、一般の高等学校や中等教育学校と比較すると、教育課程に若干の違いが見られる。

### 高等専門学校における教育課程
高等専門学校の課程は、後期中等教育から（大学などにおける）専門教育に相当するものである。学習指導要領はなく、文部科学省が所管する省令である高等専門学校設置基準に定める要件に基づく教育課程が定められる。

## 必履修科目に準ずる科目

### 「専門教育を主とする学科」と「総合学科」
商業に関する学科、工業に関する学科など、専門教育を主とする学科では、専門に関わる科目を25単位以上履修することとなっている。ただし、一定の条件下で、5単位まで、普通教育に関する教科に組み入れることなどの措置が認められている。
なお、総合学科にあっては、「産業社会と人間」(2 - 4)を入学年次に履修することになっている。
これらの科目を「原則履修科目」と呼ぶ。